# Bokeh

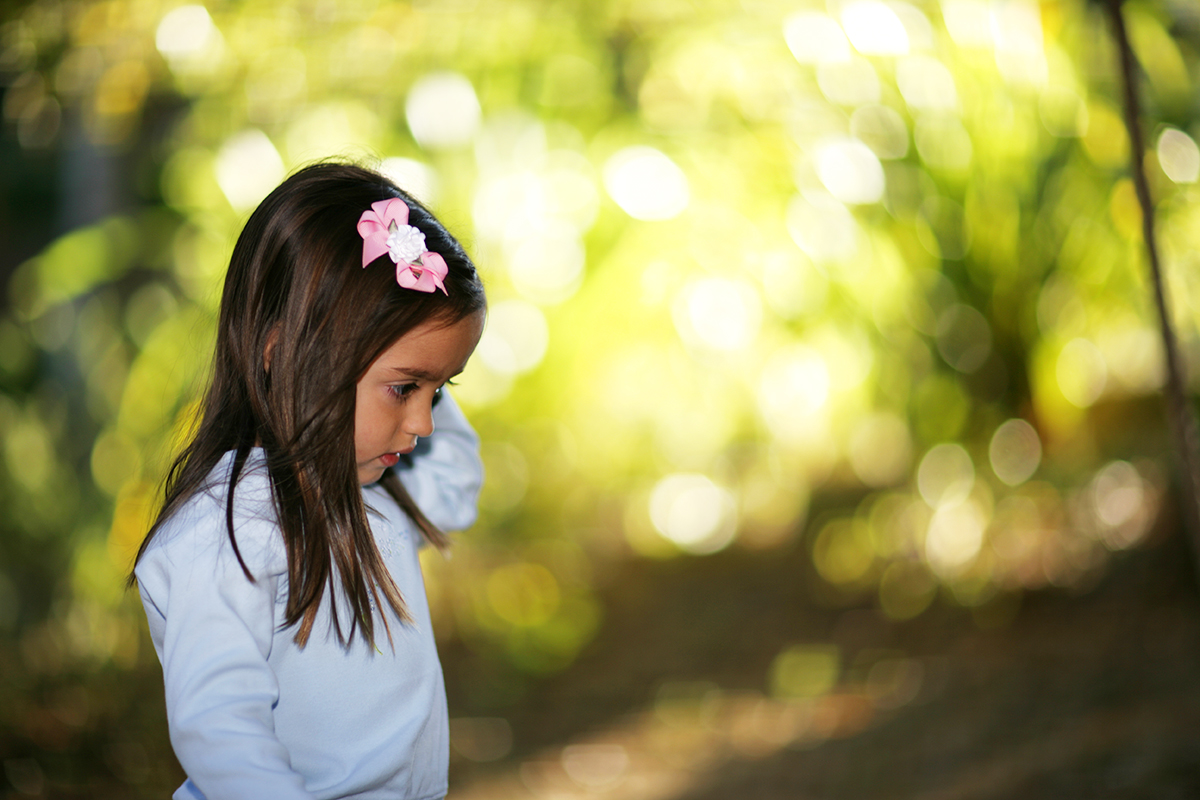
Efecte del Bokeh

Bokeh prové del japones "boke", que significa "desenfocament" o "boirina", i es refereix als patrons de desenfocament que podem apreciar en algunes fotografies. La seva forma més habitual són cercles o polígons regulars (hexàgons, octàgons) que es formen per darrere dels subjectes o objectes enfocats i, en funció de l'obertura de diafragma, es mostren de manera més patent o no tant. L'efecte Bokeh està relacionat amb la manera com la llum es filtra a través de la lent de la nostra càmera. Si hi ha un element amb un forat a través del qual passa la llum i està molt a la vora de la lent, l'efecte Bokeh pren la forma d'aquest element. L'efecte Bokeh sol manifestar-se, doncs, amb la forma de cercles o polígons regulars perquè aquesta és la forma que tenen les solapes que constitueixen el diafragma de la càmera.

## Tècnica Bokeh
Hi ha tres elements necessaris per produir el bokeh:
- Altes llums ("highlights") – En grandàries petites com a part de la composició, fonts d'il·luminació petites o aquelles que es trobin a gran distància.
- Obertura gran – Per als més principiants, és millor que l'obertura sigui com més gran millor, perquè llavors l'efecte Bokeh serà més rodó per a un objectiu en particular. A major obertura menor la profunditat de camp, i per tant, major quantitat d'àrea fora de focus a la foto, i major efecte Bokeh.
- Distància focal curta – Com més a prop del subjecte principal s'estigui, millor serà l'efecte Bokeh en el fons.

## Tipus de Bokeh

### Bokeh per una baixa profunditat de camp (macrofotografia)

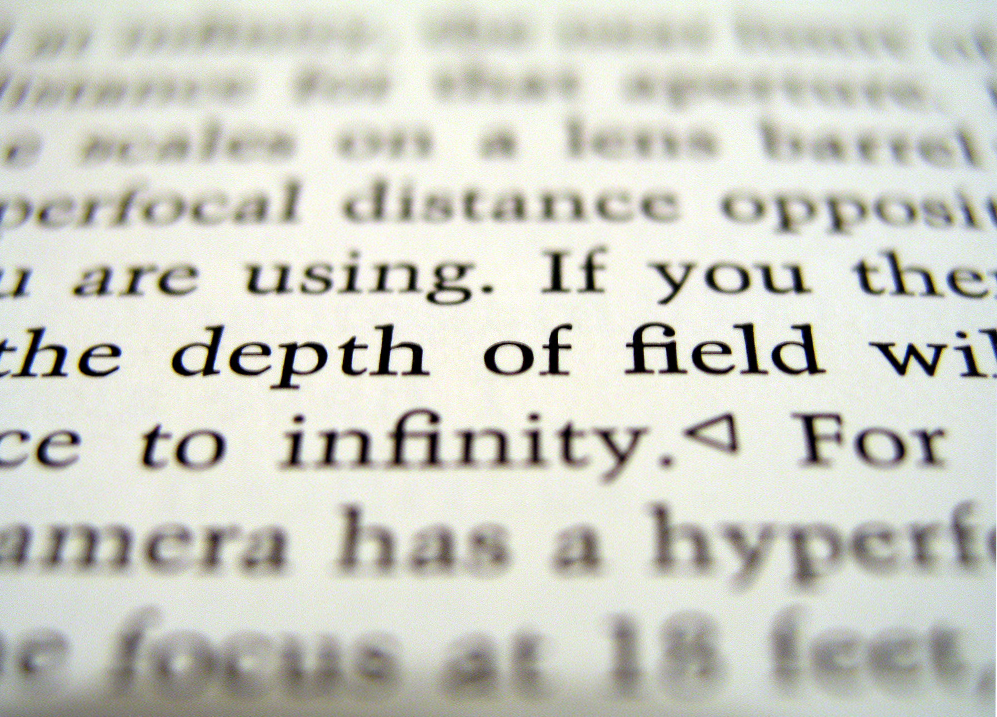
Efecte Bokeh per macrofotografia

En vista que l'efecte Bokeh està estretament relacionat amb la profunditat de camp i la profunditat de camp estretament relacionada amb la distància focal, implica que a la macrofotografia i les imatges amb un macro objectiu o teleobjectiu tendeixin a patir aquest efecte.

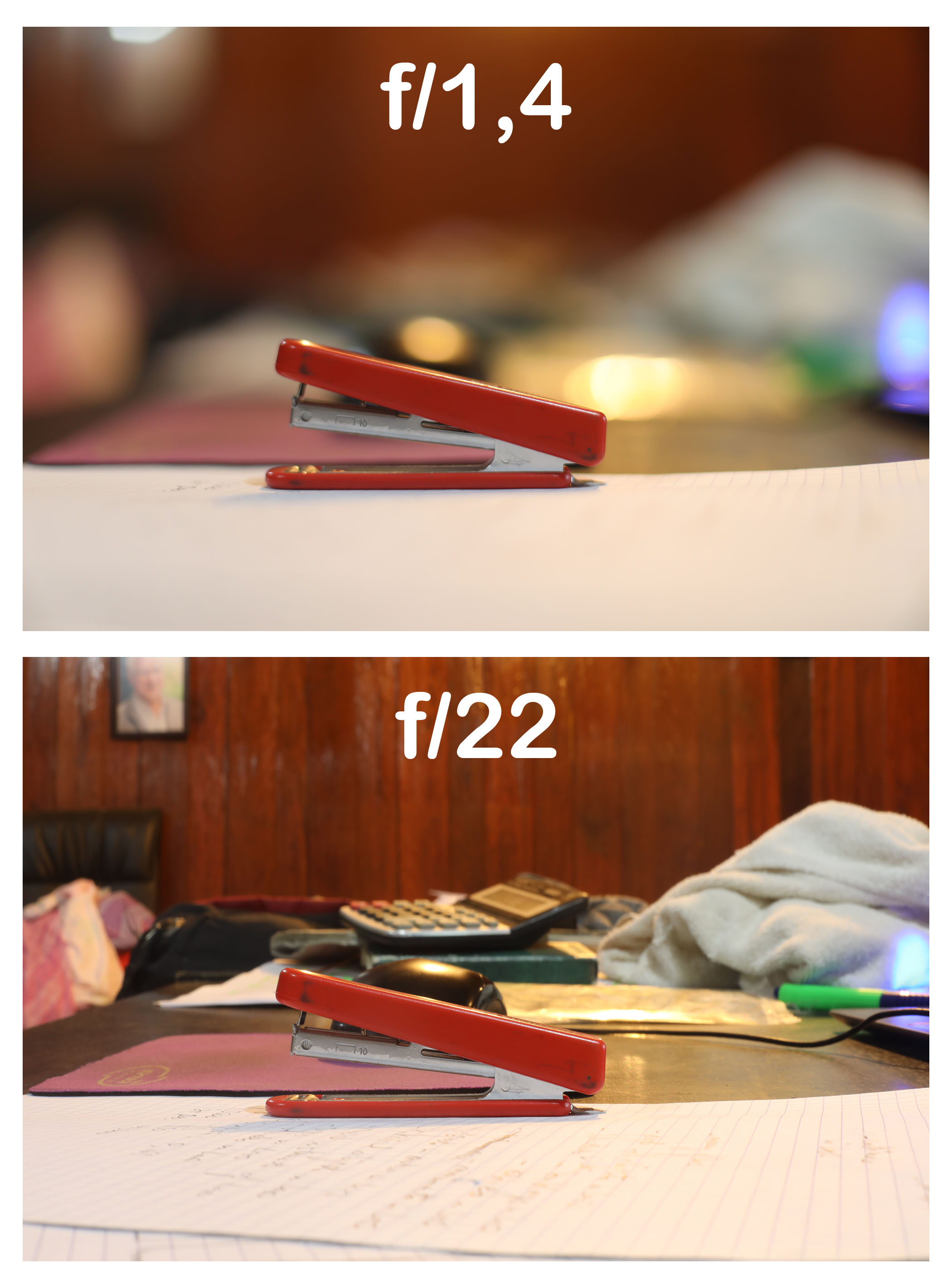
Imatge on es mostra com varia el bokeh amb l'apertura de diafragma

### Bokeh per una obertura de diafragma oberta
El diafragma i la profunditat de camp també estan molt lligats entre si i tots dos factors influeixen en l'aparició de l'efecte Bokeh.
Tenint en compte el funcionament i el mecanisme del diafragma repercuteix que, a una obertura de diafragma més gran i, per tant, menor f/ (per exemple f/2), l'efecte Bokeh apareixerà més fàcilment que si és amb un diafragma tancat i, per tant una f/ més gran (per exemple f/22), que l'efecte Bokeh s'haurà de treballar des d'altres mecanismes o tècniques.

### Bokeh per lent catadiòptrica (o lent mirall)
L'objectiu catadiòptric és particular i una de les seves singularitats davant d'altres objectius és l'efecte Bokeh o “desenfocament de l'iris” que genera la manera anular de les àrees desenfocades de la imatge causada per la pupil·la d'entrada.

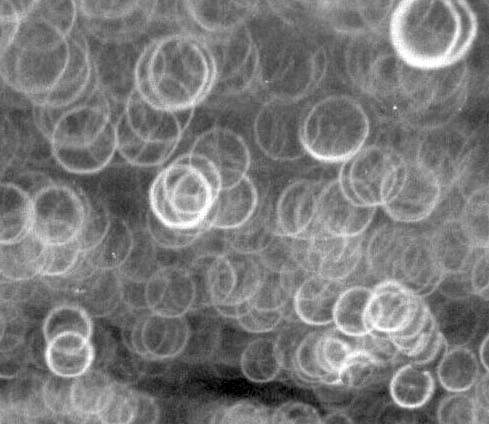
Efecte Bokeh per una lent catadiòptrica

### Bokeh swirly (espiral)
El bokeh swirly, bokeh remolí o bokeh giratori és el bokeh que, com indica el nom, crea l'efecte espiral. Així que, no sols “desenfoca” el fons sinó també distorsiona o deforma el fons creant una espiral o cercle. Això és provocat per l'astigmatisme sagital.

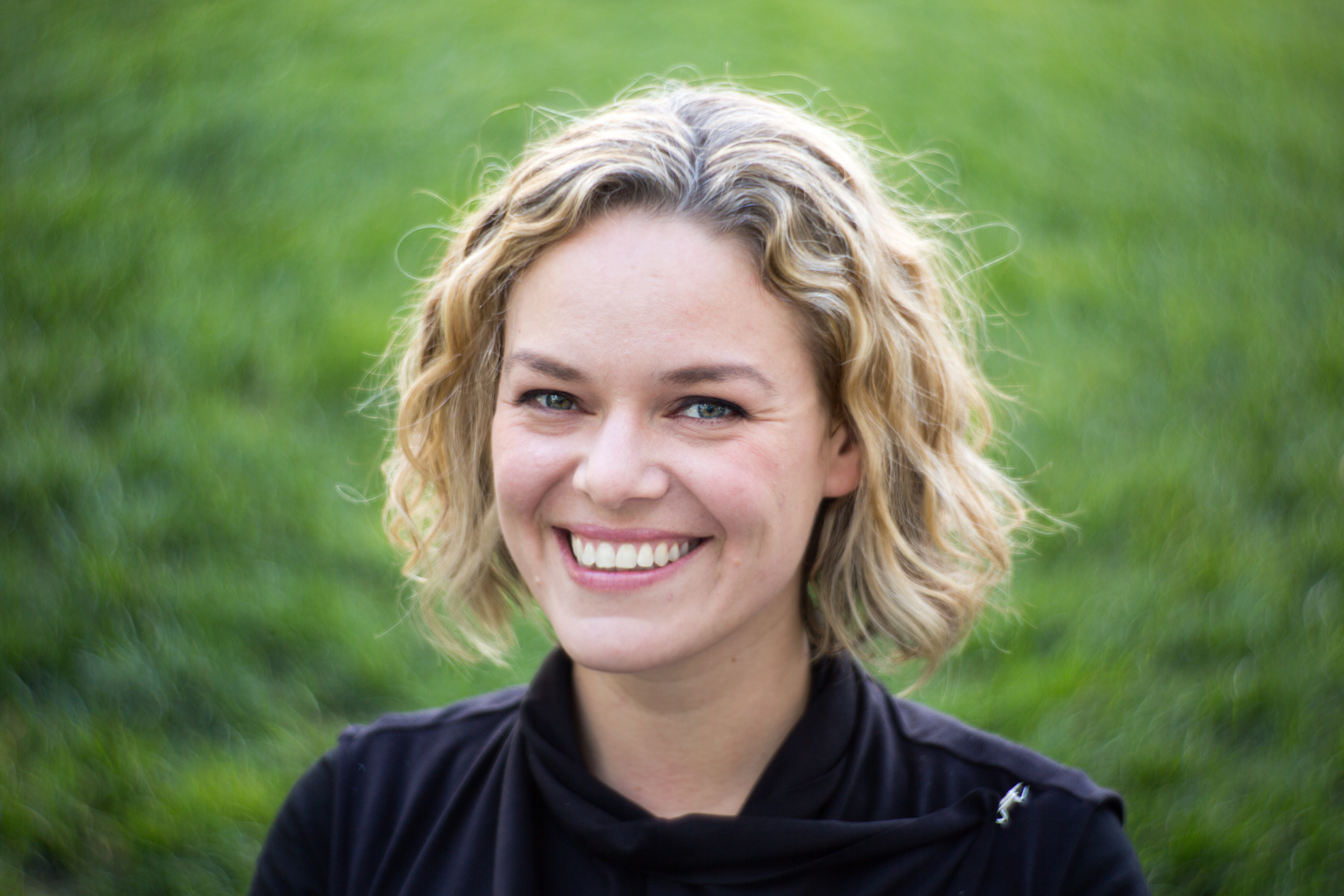
Swirly Bokeh amb l'efecte espiral

### Bokeh per emulació
El bokeh es pot aconseguir per emulació mitjançant el bokeh sintètic aplicat al seu fons i mitjançant el desenfocament gaussià.
- Desestabilització d'imatges en càmeres de petita obertura

A més a més, existeix un mecanisme mecànic alternatiu per generar bokeh en càmeres de petita obertura, com ara compactes o càmeres de telèfons mòbils, anomenat desestabilització d'imatges o mode retrat, en què, tant la lent com el sensor, es mouen per mantenir l'enfocament en un pla focal, mentre es desenfoquen els propers. Aquest efecte genera actualment desenfocament en un sol eix.
- Càmeres digitals avançades. Algunes càmeres digitals avançades tenen funcions bokeh que prenen diverses imatges amb diferents obertures i focus i després les componen manualment en una sola imatge. Els sistemes més avançats de bokeh utilitzen un sistema de maquinari de dos sensors: un sensor per fer fotos com de costum, mentre que l'altre registra informació de profunditat. L'efecte bokeh i el reenfocament s'apliquen a una imatge després de fer la foto.

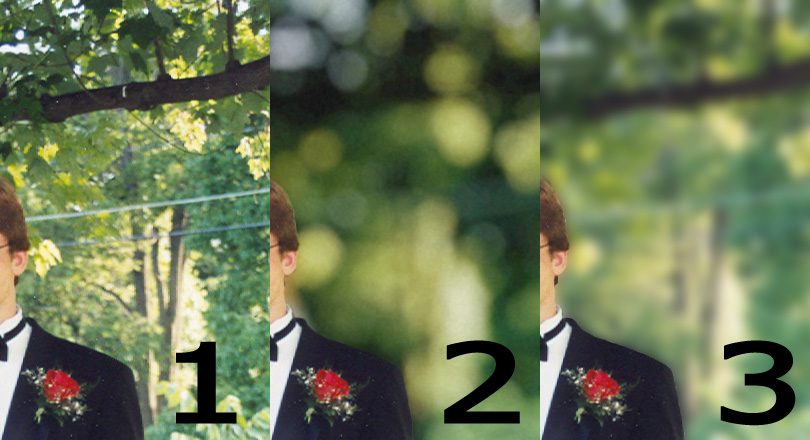
1: foto original sense bokeh ni desenfocament.2: foto amb efecte bokeh sintètic aplicat al fons3: foto amb desenfocament gaussià

## Disseny de lents
Tenint en compte que l'efecte bokeh és conseqüència d'una sèrie de factors entre les quals hi ha la profunditat de camp, l'obertura del diafragma (o nombre f/), la distància d'enfocament i la distància focal l'elecció d'un objectiu o altre és clau i serà molt determinant perquè succeeixi aquest accident.
A conseqüència del funcionament i relació distància focal-profunditat de camp, se sap que hi haurà objectius amb els quals aquest efecte serà més evident o fàcil daconseguir, com per exemple, els objectius macro i els teleobjectius, ja que tenen molta distància focal i la profunditat de camp és més curta i, per tant, el fons es desenfoca amb facilitat. Tot i que aquests objectius són els ideals per aconseguir aquest efecte, els objectius normals i zoom també poden servir en casos com la fotografia de retrat en la qual la persona és a prop del fotògraf (i de la lent) i, per tant, hi ha una distància focal és curta i s'exagera l'efecte del fons borrós.
Les característiques de l'efecte Bokeh es poden quantificar amb el cercle de confusió de la imatge.

## Efecte Bokeh com a tècnica de fotografia en concret

### Fotografia nocturna
L'efecte Bokeh a la fotografia nocturna té molta importància i, de fet, ha creat un subgènere de fotografia dins aquest estil. Aquest estil de fotografies consisteixen a aprofitar els llums artificials com llums, led, fanals, llums dels cotxes, etc. i juga l'efecte Bokeh que, en “eliminar” la profunditat de camp, fa que el fons no es vegi nítid, sinó desenfocat i, a causa de la presència de les llums artificials i que es veu desenfocat, fa una mena d'efecte confetti.

### Fotografia de retrat
Aquest efecte també pot ser clau i genera molt de joc en la fotografia de retrats en els quals, amb la finalitat estètica o per ressaltar més la persona en concret, es desenfoca el fons per centrar l'atenció a la persona i “eliminar informació del fons ” perquè la importància o centre visual i el pes de la imatge recaigui en el model.
No en tots els casos això és resultat de la recerca de l'efecte, sinó més conseqüència de la curta distància focal, a causa de la poca distància entre model i fotògraf i, per tant, objecte en primer pla i lent, que exagera l'“efecte borrós” del fons.

## Efecte Mandelbaum
L'efecte Mandelbaum és l'efecte bokeh aplicat a l'ull humà i no a la lent de la càmera.
L´efecte Mandelbaum pot ajudar a explicar l'efecte Bokeh i viceversa. Tenint en compte que la càmera intenta simular en molts aspectes l'ull humà, a les parts i components de la càmera això es veu repercutit també en el resultat de les imatges que es perceben (tant de la càmera com del propi ull humà).
Així, doncs, l'efecte Mandelbaum consisteix en la tendència que té l'ull d'enfocar a prop en condicions de baixa visibilitat (poca llum, pluja, boira, vidres bruts, etc.). Això mateix passa amb la lent de la càmera però l'efecte passa a anomenar-se efecte Bokeh.